# 11977 Leonrisoldi
11977 Leonrisoldi è un asteroide della fascia principale. Scoperto nel 1995, presenta un'orbita caratterizzata da un semiasse maggiore pari a 2,3271487 UA e da un'eccentricità di 0,0850748, inclinata di 6,15221° rispetto all'eclittica.